# فرودگاه صحرایی اونجر
فرودگاه صحرایی اونجر (به انگلیسی: Avenger Field) یک فرودگاه با کد یاتا KSWW است که یک باند فرود آسفالت دارد و طول باند آن ۱۷۸۰ متر است. این فرودگاه در شهر سوویتواتر، تگزاس کشور ایالات متحده آمریکا قرار دارد .